# کاتالیزور (ترانه)
"دِ کاتالیست" ( کاتالیزور) (به انگلیسی: The Catalyst) نام ترانه‌ای از گروه راک آمریکایی لینکین پارک است. این ترانه به عنوان اولین تک‌آهنگ آلبوم یک هزار خورشید در ۲ اوت ۲۰۱۰ منتشر شد. موزیک‌ویدئوی این ترانه نیز در ۲۶ اوت ۲۰۱۰ عرضه شد.
به عنوان موسیقی متن روی بازی‌ها ، فیلم‌ها و تبلیغات بسیاری قرار دارد که از جملهٔ آن‌ها می‌توان به بازی‌های Linkin Park Revenge که برای آی‌فون ، آی‌پد و آی‌پاد تاچ تهیه شده ، مدال افتخار ۲۰۱۰ ، گیتار هیرو : جنگاوران راک و .Mobile Suit Gundam: Extreme Vs و فیلم وکیل لینکلن اشاره کرد.

## پیش‌زمینه
از تاریخ ۹ ژوئیه ۲۰۱۰ الی ۲۵ ژوئیه ۲۰۱۰، لینکین پارک با همراهی مای‌اسپیس مسابقه‌ای را به عنوان "لینکین پارک همراه با شما" برگزار کرده بود. در این مسابقه طرفداران میتوانستند تکه‌هایی از آهنگ "کاتالیست" را دانلود کرده، ریمیکس کنند و برای خودشان قسمت‌های مورد علاقه‌شان را با آلات موسیقی دلخواه خود بنویسند. برنده این مسابقه شخصی یا نام مستعار NoBraiN بود که نام اصلی او چسلاو از لهستان بود که بهترین ریمیکس را آماده کرده بود. این ریمیکس به عنوان یک تراک اضافه در آلبوم گنجانیده شد و نسخه بهترین خرید در نپستر گذاشته شد.
همانطور که در یک اپیزود LPTV به نام "Linkin Park, featuring YOU Winner" وجود دارد، ریمیکس‌های برتر توسط گروه برای استفادهٔ آن‌ها در دانلودهای آنلاین و قطعات همراه در تک‌آهنگ‌ها انتخاب شدند. دوتا از ریمیکس‌ها (ساختهٔ DIGITALOMAT و ill Audio) در وبسایت رسمی گروه منتشر شده و دوتای دیگر (ساختهٔ Cale Pellick و DJ Endorphin) با Catalyst EP منتشر شدند که در آی تونز موجود است.

## موزیک ویدئو
موزیک ویدئو این آهنگ در ماه ژوئیه فیلم‌برداری شد و توسط جو هان کارگردانی شد.به گفتهٔ دیو فارل (بیسیست گروه) این ویدئو مرتبط به روبرت اوپنهایمر و بهگود گیتا و پایان جهان (مسیحیت) هست که این سه سمبل در آلبوم هم از آن‌ها استفاده شده‌است. ویدئو در ۲۵ اوت ۲۰۱۰ در کانال یوتیوب به نمایش گذاشته شد.
ویدئویی که جو هان برای این ترانه ساخت یک فضای آخرالزمانی را نشان می‌دهد، شهر نابود شده و گردوخاک زیادی که در هوا وجود دارد دید را کم کرده. بقایای ساختمان‌ها در اطراف وجود دارند و مردم شهر سرگردان از این طرف به آن طرف می روند، همینطور آ نها با افرادی که ماسک به صورت دارند درگیرند. مایک شینودا در حالی که کلاهش چشمان او را پوشانده ، صندلی عقب یک ماشین قدیمی کلمات را می گوید و همینطور چستر بنینگتون در حالیکه روی آب معلق است می خواند. بیشتر ویدئو در یک تک رنگ سبز زرد نشان داده شده‌است. ویدئو در حالیکه افراد به هم پودرهای رنگی پرتاب می‌کنند و چستر هنوز روی آب معلق است به پایان می‌رسد. این ویدئو انسان‌هایی را نشان می‌دهد که در زمان ناامیدی و نابودی، مجبور به پذیرش سرنوشت خود هستند.
کل ویدئو در ۲ روز فیلمبرداری شد. در روز اول صحنه‌های خواندن مایک در ماشین و پرتاب پودرهای رنگی فیلمبرداری شد که صحنه‌های ماشین را به کمک یک ژنراتور دودزا گرفتند. جو هان دربارهٔ ایدهٔ پودرهای رنگی می گوید: "این صحنه از جشن هولی هندوستان الهام گرفته و به نظر من به انتقال احساس در این ویدئو کمک کرده." اما چستر بنینگتون نظر دیگری داشت :"برای من و مایک خیلی سخت بود وقتی در حال خواندن هستیم و دهانمان باز است این پودرها به صورت ما پرتاب شود!"
روز دوم صحنه‌های معلق بودن چستر روی آب فیلمبرداری شد. باز هم برای چستر سخت بود که در حال خواندن و با دهان باز زیر آب برود. اما به نظر جو هان خالی کردن دهان از آب راحت‌تر از پودرهای رنگی بود.
ویدئوی کاتالیست برای بهترین ویدئوی گروهی و بهترین ویدئوی راک در سال ۲۰۱۱ از "ام تی وی موزیک اواردز ژاپن" نامزد دریافت جایزه شد.

## رتبه در جدول
| جدول (۲۰۱۰)                             | رتبه در جدول |
| --------------------------------------- | ------------ |
| جدول تک‌آهنگ‌های استرالیا                 | ۴۴           |
| ۱۰۰ برتر کانادا                         | ۲۸           |
| جدول تک‌آهنگ‌های هلند                     | ۹۵           |
| جدول تک‌آهنگ‌های بلژیک (Wallonia)         | ۳۰           |
| جدول تک‌آهنگ‌های بلژیک (Flanders)         | ۳۷           |
| ۱۰۰ برتر ژاپن                           | ۲۶           |
| ۶۰ برتر سوئد                            | ۵۶           |
| بیلبورد آمریکا بیلبورد ۱۰۰              | ۲۷           |
| بیلبورد آمریکا - بهترین آهنگ‌های دیجیتال | ۲۰           |
| بیلبورد آمریکا - آهنگ‌های آلترنتیو       | ۱            |
| بیلبورد آمریکا - آهنگ‌های راک            | ۱            |
| بیلبورد آمریکا - بهترین‌های مین‌استریم    | ۱۲           |